# Ђорђе Јокић
Ђорђе Јокић (Рашка, 20. јануар 1981) бивши је српски фудбалер и репрезентативац Србије и Црне Горе. Играо је у одбрани.

## Клупска каријера
У првом разреду основне школе почео је да тренира фудбал у ФК Бане из Рашке. Након играња за Бане, Јокић прелази у ОФК Београд. За „романтичаре“ са Карабурме је одиграо 111 прволигашких сусрета и постигао 4 гола.
У јануару 2005, је постао члан руског Торпеда из Москве, Након три сезоне у Торпеду, почетком 2008. пред почетак нове сезоне у Русији је потписао трогодишњи уговор са руским ФК Томом из Томска, чланом Премијер лиге Русије. Током прве две сезоне играња у Томску, навијачи су га обе године бирали за најбољег играча клуба у сезони. Крајем новембра 2011. је напустио Том и прешао у руског друголигаша Динамо из Брјанска.
У јулу 2012. је потписао уговор на две године са Војводином па се тако после седам година вратио у српски фудбал. У дресу новосадског клуба је провео једну сезону, након чега је тужио клуб због неизмирених обавеза. У јануару 2014. се прикључио екипи београдског Рада, али је врло брзо након тога објавио да прекида играчку каријеру.

## Репрезентација
Био један од најстандарднијих чланова младе репрезентације СЦГ која је на Европском првенству 2004. освојила сребрну медаљу, али је због парних картона пропустио финале са Италијанима (0:3) и шансу да се можда освоји и титула првака Европе. Учествовао је на Олимпијским играма 2004. у Атини, на којима је репрезентација поражена на сва три меча против Аргентине, Аустралије и Туниса.
За сениорску репрезентацију Србије и Црне Горе наступао је на четири утакмице. Дебитовао је 11. јула 2004. против Словачке (2:0) на Кирин купу у Јапану, а последњи пут члан државног тима био је 16. новембра 2005. против Јужне Кореје (0:2) у Сеулу.